# ミル・エンズ公園
ミル・エンズ公園（ミル・エンズこうえん、Mill Ends Park）は、アメリカ合衆国オレゴン州ポートランドにある公園。公園は直径約60.96センチメートル（2フィート）の円形で、2025年2月までギネスブックによって「世界一小さな公園」に認定されていた。
公園の面積は0.29平方メートル（452平方インチ）で、ダウンタウン・ポートランド、サウスウェスト・ナイトーパークウェイ (SW Naito Parkway) とサウスウェスト・テイラー通り (SW Taylor Street) の交差点付近に位置する。
公園にはこれまでに様々な趣向を凝らした飾りが設置されてきたが、そのなかには蝶のためのプール（飛び込み板付き）やミニチュアの観覧車といった、一風変わったものも含まれている。

## 歴史

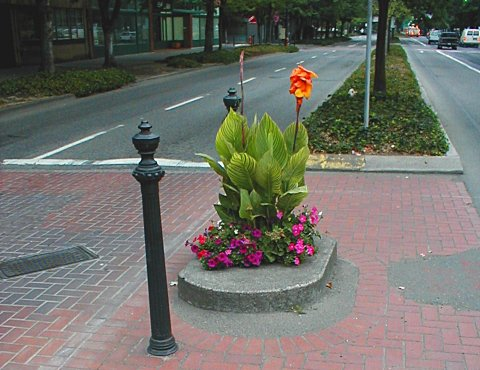
2004年夏の様子

### フェイガンのコラム
これはもともと1948年に街灯の台座として作られたものだったが、実際には街灯は立てられず、街灯を埋め込む穴だけが残された。この残された穴に、『オレゴン・ジャーナル』誌のジャーナリストだったディック・フェイガン (Dick Fagan) が花を植えたのが公園の始まりだとされている。フェイガンが『オレゴン・ジャーナル』誌で担当していたコラムの題名にちなみ、公園は「ミル・エンズ」（Mill Ends、「必要素材の切れ端、端材」の意）と名付けられた。
この場所は、同誌のビルにあるフェイガンの部屋から見下ろすことができた。フェイガンはこの公園の起源を、次のように語っている。あるときフェイガンがオフィスの窓から外を眺めていると、台座の穴の中をせっせと掘るレプラコーン（アイルランドに伝わる妖精）が目に付いた（フェイガンはアイルランド系だった）。彼は慌てて下りていってそのレプラコーンを捕まえた。レプラコーンを捕まえると願いが叶うといわれていたからである。フェイガンは自分だけの公園が欲しい、とレプラコーンに願った。しかし自分の望む公園の大きさについては何も伝えなかったため、レプラコーンはこの小さな穴を公園としてフェイガンに与えたのだ、と。フェイガンは「この場所を聖パトリックの祝日にアイルランドの妖精レプラコーンに捧げる。アイルランド以西で唯一のレプラコーンの土地である」としている。これ以降約20年間にわたり、フェイガンの風変わりなコラムにはたびたびこの「公園」とレプラコーンの親方（「パトリック・オトゥール」と名付けられた）が登場することとなる。
全ての都市公園が11時以降立ち入り禁止と決められた際には「レプラコーンは『ミルエンドから私と信奉者を追い出そうとする者には呪いをかける』と警告している」と書いている。
さらにフェイガンは「ミルエンドパークのレプラコーンは、聖パトリックの祝日の満月の真夜中に、四葉のクローバーをプレゼントした子供たちにだけ姿を見せる」と書いている。ただし聖パトリックの祝日が次に満月になるのは2041年3月17日である。

### フェイガンの死後
フェイガンは1969年に癌のため死去したが、公園はひきつづき他の人々によって手入れされた。1976年には公式に市の公園に指定されている。
この公園は、数十年にわたって色々な飾りつけがなされてきた。
2001年のセント・パトリックス・デイには、金の壺に寄りかかる小さなレプラコーンや、子供たちが描いた四葉のクローバーやレプラコーンなどで飾り付けられた。
2006年2月、公園はサウスウェスト・ナイトーパークウェイの大規模な建設プロジェクトのため、一時的に80フィート離れたTwo World Trade Center Plazaに移設された。ポートランド公園局は、2006年7月のプロジェクト終了後には、公園はもとの位置から東へ7フィート半の場所に再設置されると発表した。2007年3月16日のセント・パトリックス・デイに、フェイガンの遺族同席の元、元の場所に移された。
2011年12月には、2011年ポートランドデモの一環として、この公園でフラッシュモブ（ゲリラパフォーマンス）が行われ、公園にはプラスチック製の軍人のフィギュアで飾られた。このデモでは警察からの立ち退き命令を無視したとして逮捕者も出た。
2013年3月、公園の木が盗まれる事件が発生。職員が代わりの木を植えたところ、1日後、盗まれた木と思われるものが新しい木の隣に横たえられていた。
2013年4月、翌月、イギリスのバーントウッド町の関係者が、ミル・エンズは公園というには規模が小さく、「周囲にフェンスがある」などの特徴が欠けていることから、バーントウッドのプリンス公園こそがイギリス最小の公園だと主張した。これを受けて、ミル・エンズの周囲には高さ数センチの「フェンス」が設けられ、「武装警備員」の人形が飾られた。
2018年、ポートランド市公園局は、公園に看板を設置し、ミニチュアローズを植えた。
2019年12月、公園の木が何者かによって切り倒された。しかし、すぐに代わりのものが植えられた。
2022年1月、公園は道路整備のため元の位置から60センチメートル移動し、新しい看板が設置された。

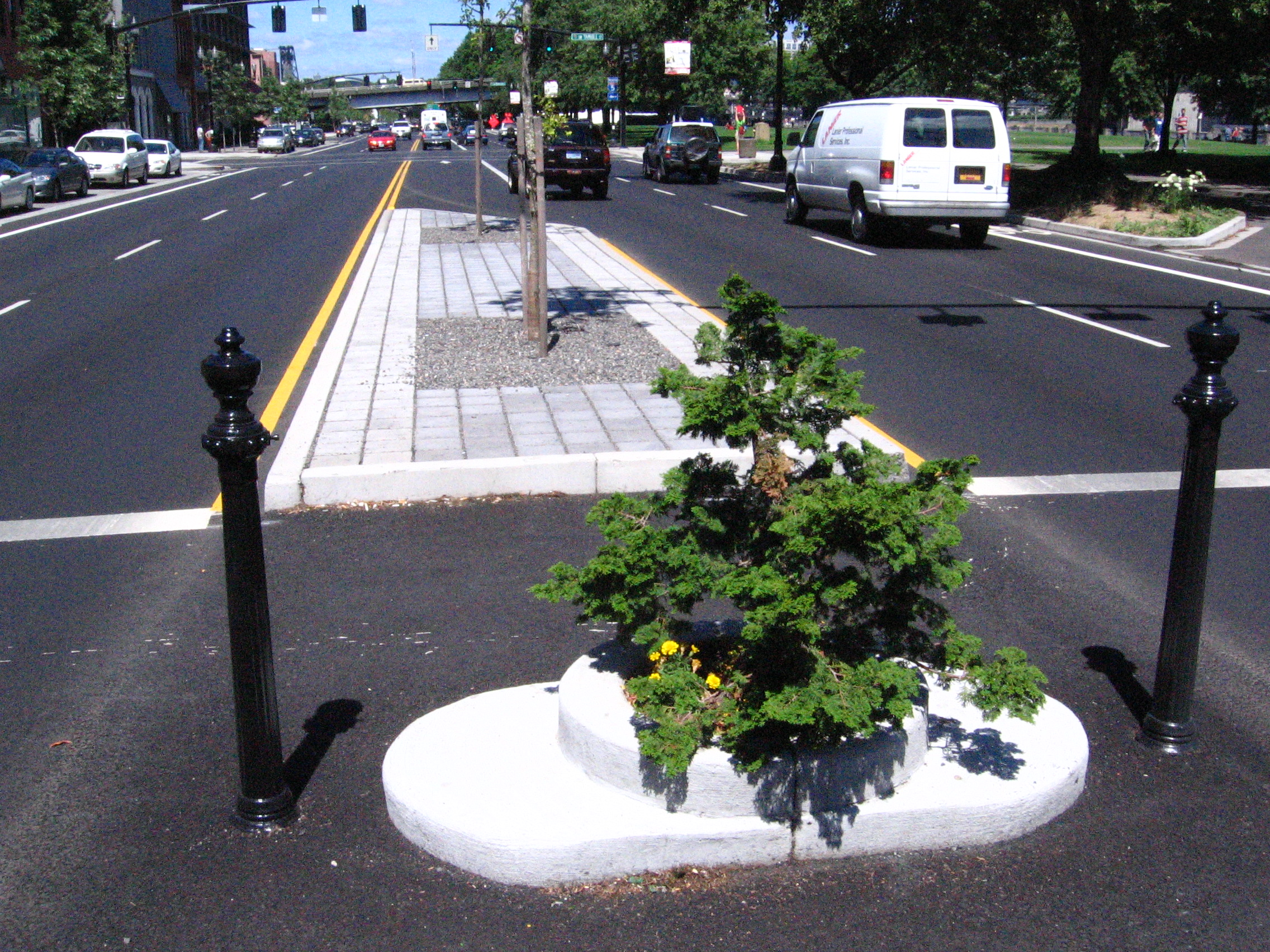
2007年7月の様子
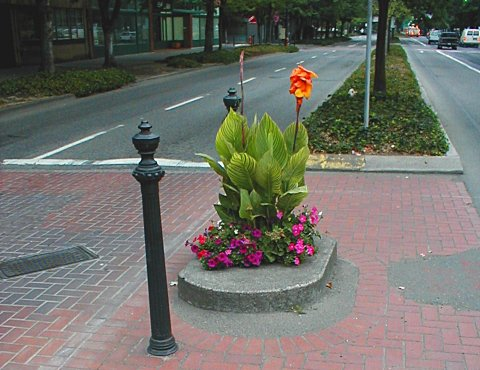
改修前、2004年8月の様子
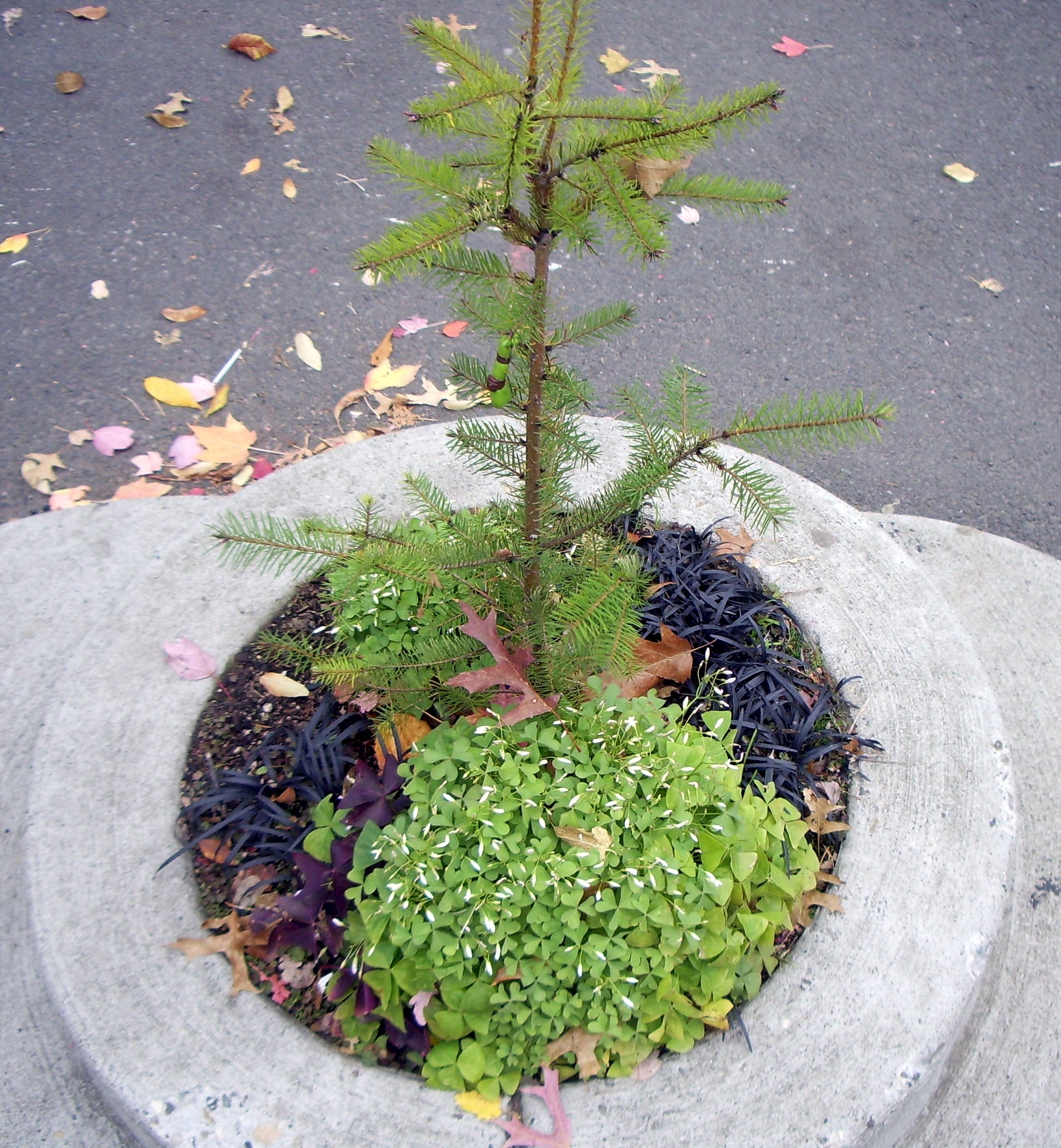
2011年11月の様子
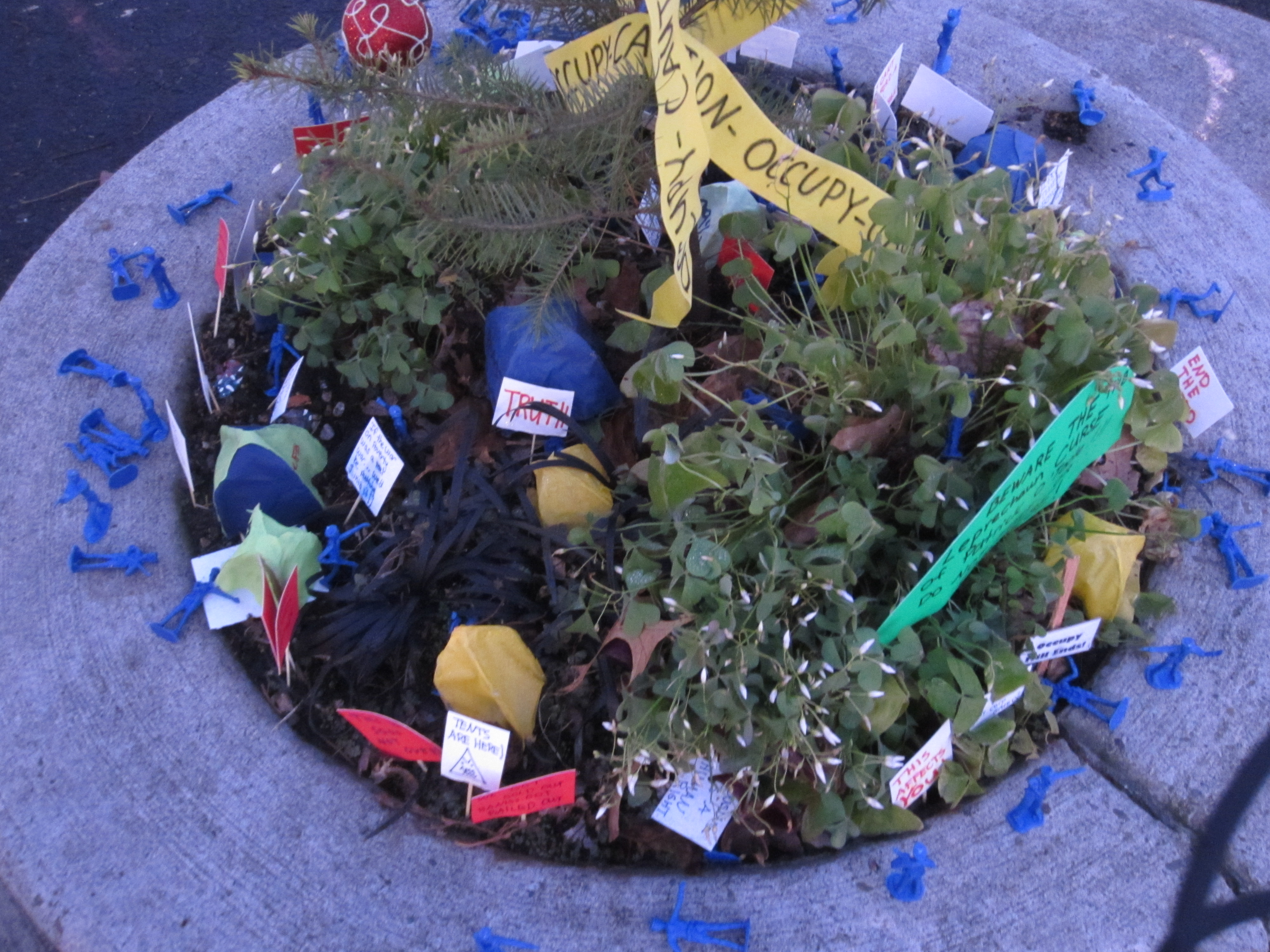
Occupy Portlandの期間中の様子（2011年12月）